# 大穴持神社 (霧島市)
大穴持神社（おおなむぢじんじゃ）は、鹿児島県霧島市国分広瀬にある神社。式内社で、旧社格は県社。神紋は「五七の桐」。通称を「オナンジサア」。

## 祭神
現在の祭神は次の通り。
主祭神
- 大巳貴命（おおなんじのみこと/おおなむちのみこと、大国主命）

相殿神
- 少彦名命（すくなひこのみこと/すくなびこなのみこと）
- 大歳神（おおとしがみ、大歳命）
- 住吉大神
- 霧島大神 - 昭和22年（1947年）に現在の広瀬公民館の地から遷座・合祀。

祭神の人格神をオオナムチ（オオクニヌシ）に比定する説は、奈良時代の宝亀9年（778年）に遡り、『延喜式』神名帳でも「大穴持神社」と見える。出雲地方を起点とするオオクニヌシ信仰が鹿児島まで及ぶことを示す神社として紹介されることもある。現在は医療の神・まむし除けの神として信仰される。

## 歴史

### 創建
創建は不詳。社記では天平年間（729-749年）の創建とする。元は後述の神造島（宮洲、宮世洲）に鎮座したが、島崩れにより現在地に遷座したとする伝承がある。
『国分諸古記』・『神社仏閣帳』では、当初は奥州津軽山に鎮座したとし、日向国串島、大隅国福瀬之渡、福島村を経て小村の当地に鎮座したとする伝承を記す。

### 概史
『続日本紀』では、古代の大穴持神社に関して次のように見える。
- 天平宝字8年（764年）12月是月条 - 大隅国・薩摩国境で起こった噴火によって3島が出現。
- 天平神護2年（766年）6月5日条 - 「大隅国神」が新島を造り震動がやまず、人民の多くが流亡したので、物をめぐみ救済した。
- 宝亀9年（778年）12月12日条 - 神護年間に島を造った神の名は「大穴持神」であり、官社とした。

出現した3島については、隼人港沖の辺田小島・弁天島・沖小島に比定する説が一般的であった。しかし火山学的にはそれらは奈良時代の噴火で生じたものではないとされ、実際の3島は桜島付近に所在したがその後に海没したとする説が挙げられている。
またこの神造島（宮洲、宮世洲）は、天降川の沖左側に宮瀬と呼ばれる瀬があるので、そこが水没して現在の瀬になったのではないかともいわれている。
この他にも『八幡宇佐宮御託宣集』には、火山活動で大隅の海中にできた島を神護景雲2年（768年）に「鹿児島」と名付けるとの記述がある。
延長5年（927年）成立の『延喜式』神名帳では大隅国囎唹郡に「大穴持神社」と記載され、式内社に列している。
中世期について、建治2年（1276年）の「石築地役配符写」では「大穴持新田五反」と記載があり、御家人の「姫□太夫篤季（□は脱字）」が神主大宮司を担ったと見える。
近世期には祭米として3斗3升3合（または3斗5升5合）が給されており、その頃から現在まで谷口家が社家を担っている。また天保14年（1843年）の『三国名勝図会』には当時の境内の様子が描かれており、当時は鳥居前に海が広がっていたことが知られる。
明治維新後、明治4年（1871年）5月に近代社格制度において県社に列している。

## 境内

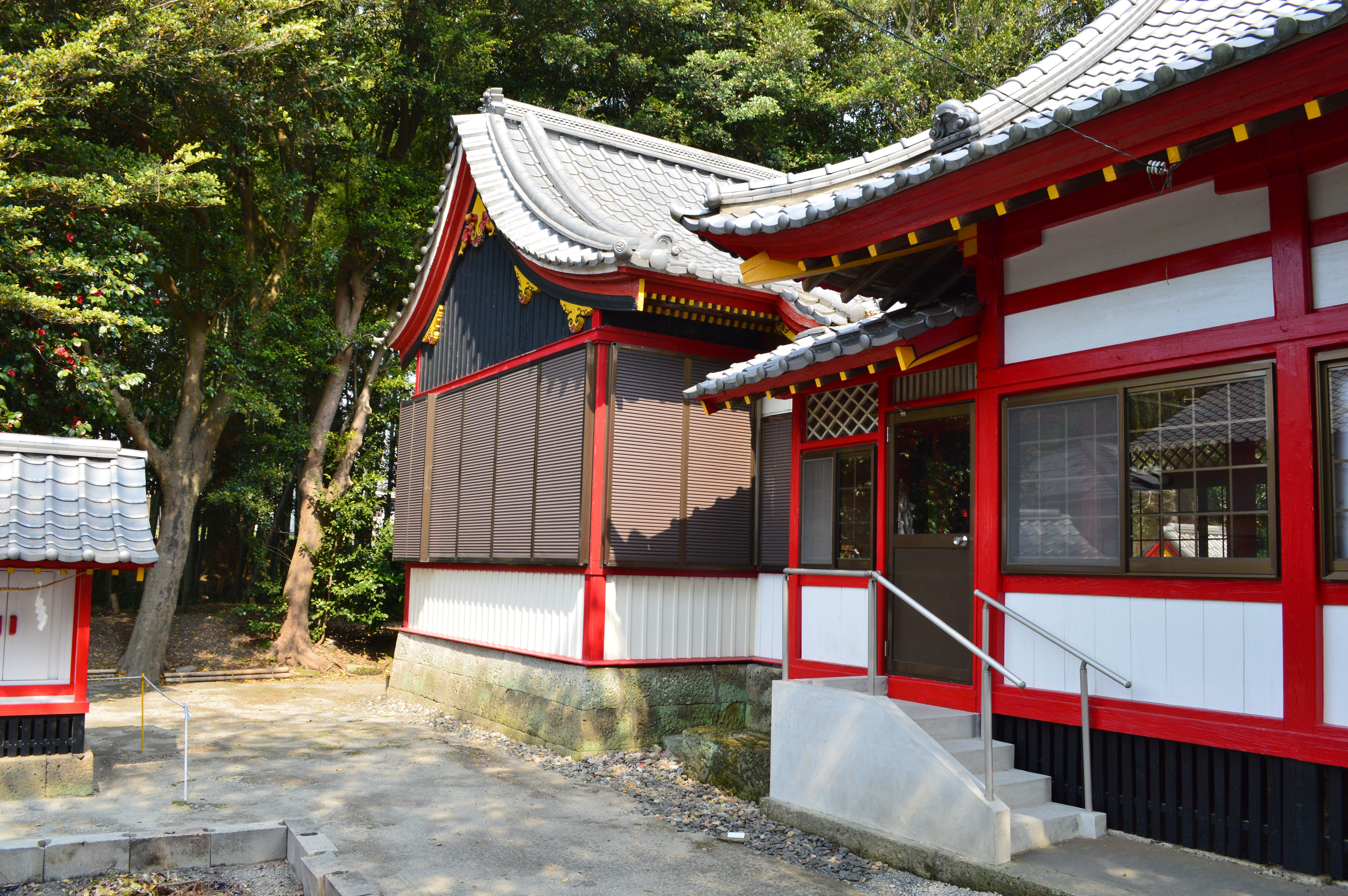
本殿
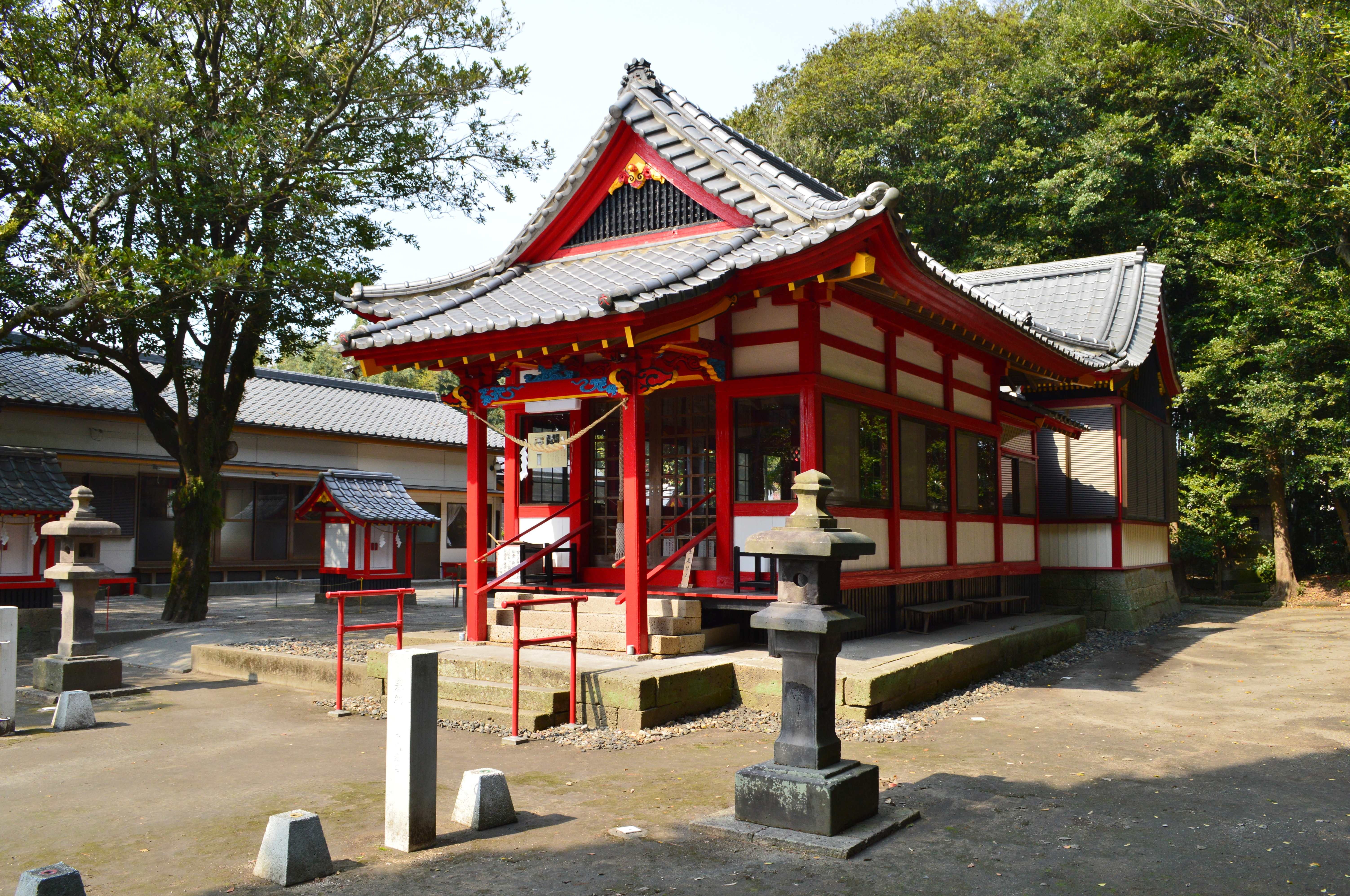
拝殿
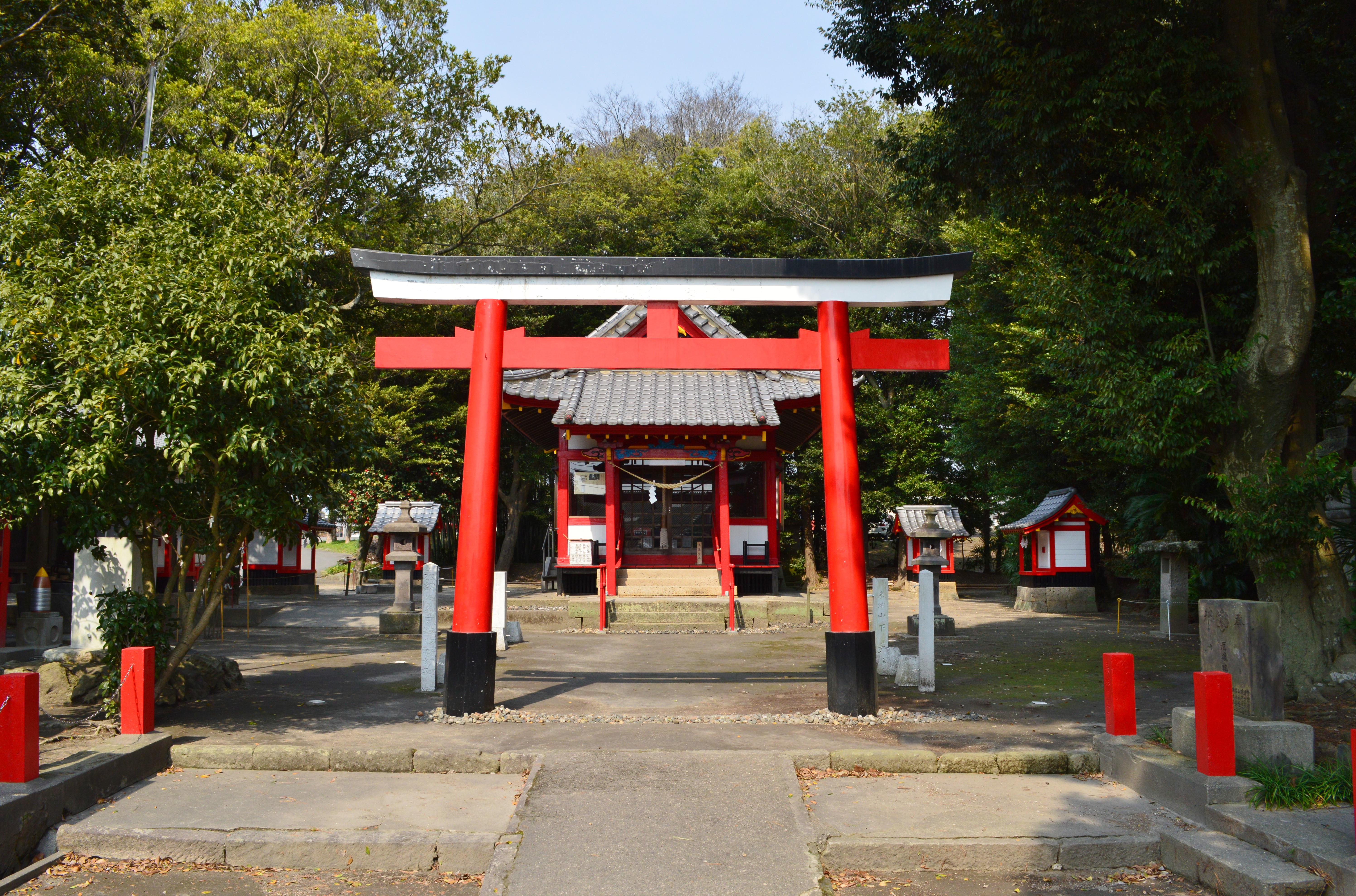
鳥居

## 摂末社
境内末社として次の5社がある。
- 日天宮
- 稲荷宮
- 月天宮
- 大田宮
- 大王宮

これら5社は『三国名勝図会』にも描かれ、現在とほぼ同位置に鎮座する。

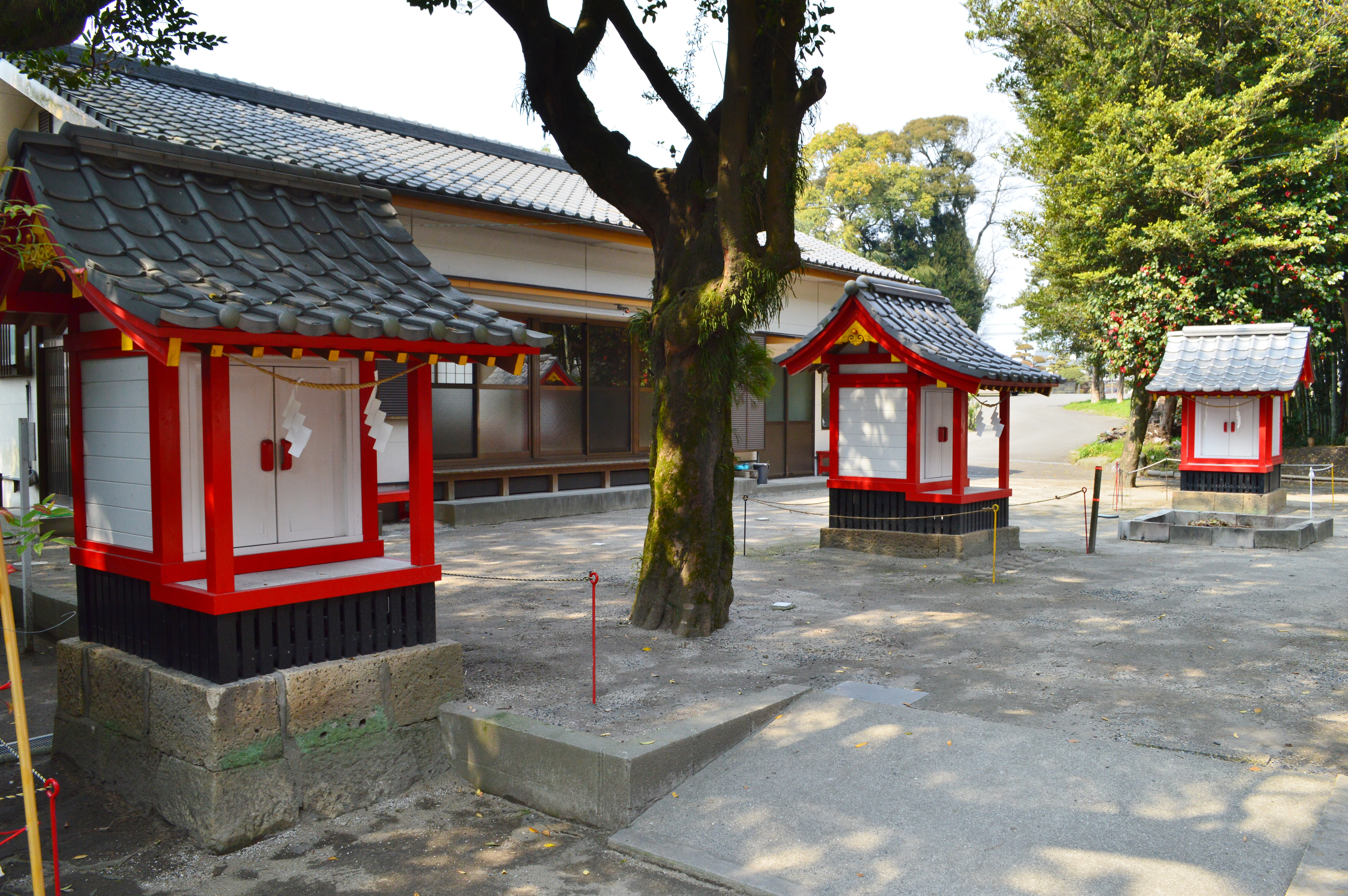
境内社
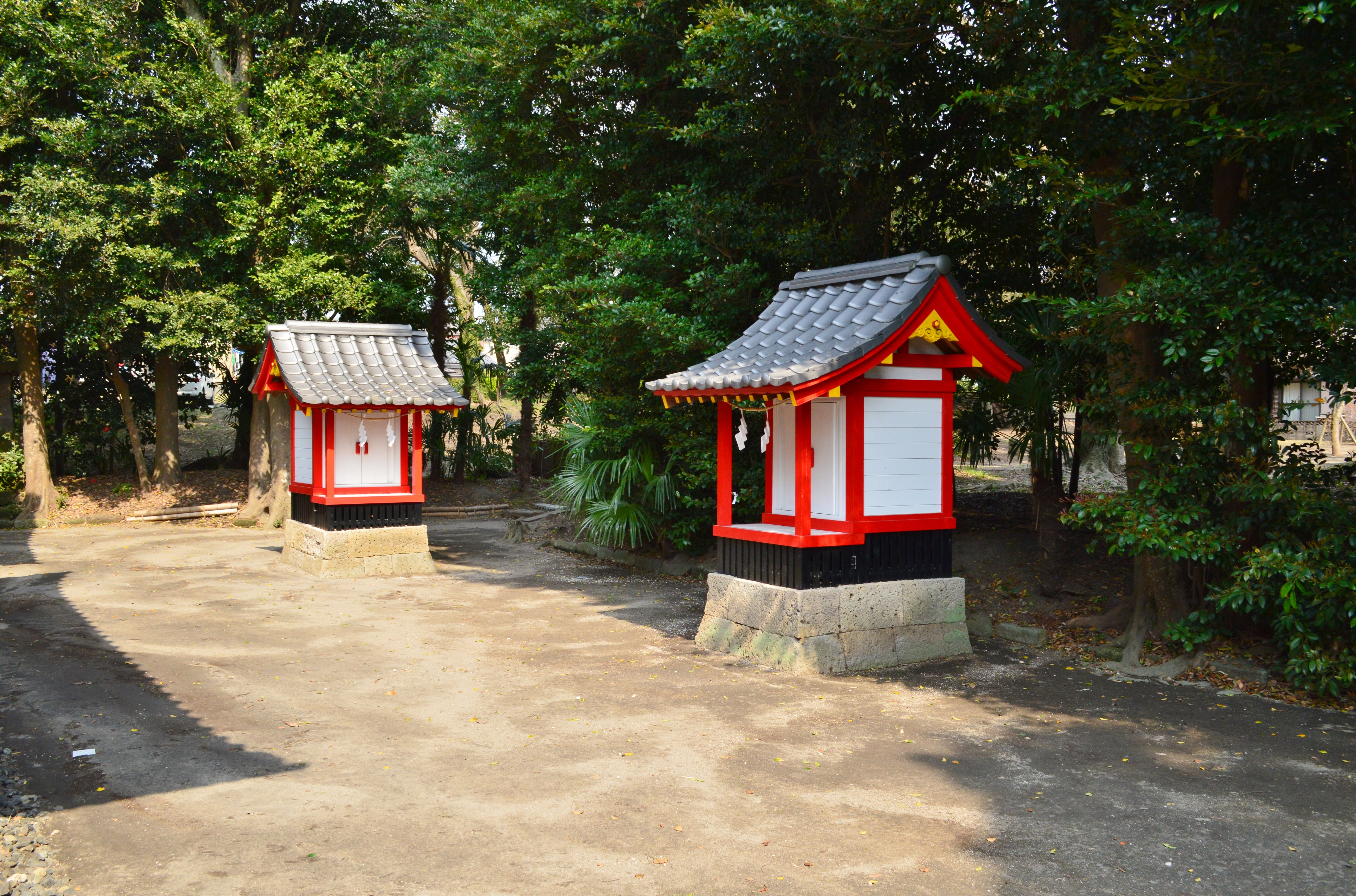
境内社

## 祭事
大穴持神社で年間に行われる祭事の一覧。
- 毎朝
  - 日供祭
- 毎月
  - 月次祭（毎月1日）
- 1月
  - 歳旦祭（1月1日）
- 2月
  - 建国記念日（2月11日）
- 3月
  - 祈年祭（旧暦2月13日）
  - 春分祭（春分日）
- 4月
  - まむし祓除祭（旧暦3月13日）
- 6月
  - 大祓（6月30日）
- 7月
  - 神幸祭（7月吉日）
  - 六月燈祭（7月吉日）
- 9月
  - 秋分祭（秋分日）
  - 例大祭（9月29日）
- 11月
  - 霧島大祭（11月19日）
  - 勤労感謝祭（11月23日）
- 12月
  - 霜月丑祭（旧11月丑日）
  - 天長祭（12月23日）
  - 除夜祭（大祓）（12月31日）